# 米奥内苏斯战役
米奥内苏斯戰役（Battle of Myonessus）是羅馬-敘利亞戰爭中決定性的海戰，羅馬和羅德島的聯合艦隊在這場戰役摧毀殘餘的塞琉古海軍主力。

## 背景
前192年羅馬-敘利亞戰爭爆發，當時的海軍強國羅德島加入羅馬陣營，羅馬海軍以及羅德島的聯合艦隊並在前191年科律克索戰役擊敗塞琉古海軍。塞琉古國王安條克三世試圖重建他的海軍，更派遣當時流亡到塞琉古的迦太基名將漢尼拔前往腓尼基組建另一支艦隊。面對強大的羅馬聯合艦隊，安條克三世計畫能在海戰中擊敗羅馬同盟艦隊來使聯軍分散，再分別一一擊破，然而當漢尼拔的艦隊前往達達尼爾海峽的途中遭到羅德島艦隊攔截，並在歐利米登戰役中慘敗，這個計畫因而失敗。
但是羅馬聯合艦隊依舊無法把所有的戰船來集中在一處作戰，因為大西庇阿的弟弟盧基烏斯·科爾內利烏斯·西庇阿所率領的羅馬陸軍主力正要橫越達達尼爾海峽，他們圍攻塞琉古在阿彼多斯的駐軍司令菲羅塔斯，極需海軍協助，而帕加馬國王歐邁尼斯二世和他的的艦隊不得不在北愛琴海支援陸軍行動，當歐德孟斯所率領的羅德島艦隊與羅馬艦隊會合，繼續在薩摩斯監視塞琉古海軍。安條克三世在決定以剩下的艦隊作為賭注，與羅馬聯合艦隊交戰。

## 戰鬥過程
此時，塞琉古海軍擁有數量上的優勢，在以弗所總計有89艘大型戰艦，而羅馬僅有58艘大型戰艦可用和22艘小型的羅德島艦隊。為了誘使羅馬聯軍離開薩摩斯，安條克攻擊附近親羅馬城邦諾丁姆，使羅馬聯軍離開薩摩斯前往諾丁姆援助，戰役當天早上羅馬艦隊在提奧斯港口停泊，塞琉古軍企圖在港內捕捉羅馬艦隊的計畫失敗，兩軍就在提奧斯東方的米奥内苏斯決戰。
羅馬聯軍在西側，而塞琉古艦隊在東邊，而羅馬聯軍左翼僅靠著海岸。塞琉古艦隊司令波呂克塞尼達斯企圖用優勢兵力包抄羅馬聯軍右翼，擊破後再向剩餘的敵軍夾攻。然而塞琉古艦隊右翼卻遭到羅馬使用接舷戰術，羅馬用船艦的繩索把對方船隻勾住，讓羅馬士兵登上敵艦打陸戰，使塞琉古艦隊右翼損失慘重，在羅馬艦隊的攻擊下，塞琉古艦隊右翼逐漸趨向劣勢。
決定性戰果發生在塞琉古左翼，在這裡波呂克塞尼達斯面對著羅德島艦隊司令歐德孟斯和他的小型的戰船，歐德孟斯迅速了解到，只要他可以拖住迂迴的塞琉古艦隊分隊和塞琉古左翼的夾擊夠久，自方的羅馬艦隊將擊破塞琉古右翼。利用小型船隻的高速和高機動，歐德孟斯成功使羅馬艦隊有足夠時間突破塞琉古右翼，在羅馬聯軍夾擊下，塞琉古艦隊開始潰逃，然而殘餘的塞琉古艦隊利用西風幸運逃走，免於被敵軍俘虜的命運。羅馬聯合艦隊獲勝戰役勝利。

## 戰後
米奥内苏斯戰役讓羅馬聯軍大獲全勝，並且僅僅損失一艘羅德島戰艦和兩艘羅馬戰艦，而塞琉古艦隊失去42艘戰艦，其中29搔被俘、13艘沉沒。這場戰役使安條克三世海上力量遭到摧毀，也無法阻止羅馬陸軍登陸到小亞細亞。幾個月後，兩方將在馬格尼西亞戰役中做最後決戰。